# Belarussische Eishockey-Ruhmeshalle
Die Belarussische Eishockey-Ruhmeshalle ist die nationale Eishockey-Ruhmeshalle von Belarus. In dieser werden Spieler, Trainer und Funktionäre geehrt, die sich um den Eishockeysport in Belarus verdient gemacht haben. Die Ruhmeshalle wurde am 10. Februar 2012 in Minsk gegründet. Als erster Spieler wurde der beim Flugzeugabsturz bei Jaroslawl verstorbene Ruslan Salej aufgenommen.

## Mitglieder der Ruhmeshalle
- Ruslan Salej (aufgenommen am 10. Februar 2012)